# This Is Our Night
Singles de Sákis Rouvás
Zise Ti Zoi
This Is Our Night (français : Ce soir est notre soirée) est une chanson du chanteur grec Sákis Rouvás. C'est le premier single extrait de son album This Is Our Night. Elle a été composée par Dimítris Kontópoulos et écrite par deux musiciens australiens, Craig Porteils et Cameron Giles-Webb.
La chanson représente la Grèce les 14 et 16 mai 2009 à Moscou lors du Concours Eurovision de la chanson 2009, où elle termine septième de la finale.

## Liste de titres
- Édition numérique

1. « Right on Time » – 3:05
2. « This Is Our Night » – 2:59
3. « Out of Control » – 3:01

- CD

1. « This Is Our Night » – 2:59
2. « Right on Time » – 3:05
3. « Out of Control » – 3:01

## Versions
- « This Is Our Night » (SHML Remix)

## Vidéo
La vidéo de la chanson a fait une première le 12 mars en ERT. La vidéo était réalisée par Katia Tsarik d'Ukraine, et la chorégraphie était de Fokas Evangelinos.

## Classements
| Classement (2009)                    | Position |
| ------------------------------------ | -------- |
| Billboard Chart Digitale de la Grèce | 1        |
| Airplay Chart de la Grèce            | 1        |
| Top 40 Chart de la Grèce             | 2        |
| Airplay Chart de la Cypre            | 2        |
| Airplay Chart de la Russie           | 265      |